# Gorrsiltjärnen (Transtrands socken, Dalarna)
Gorrsiltjärnen är en sjö i Malung-Sälens kommun i Dalarna och ingår i Dalälvens huvudavrinningsområde.